# Villa Solitude (Bad Gastein)

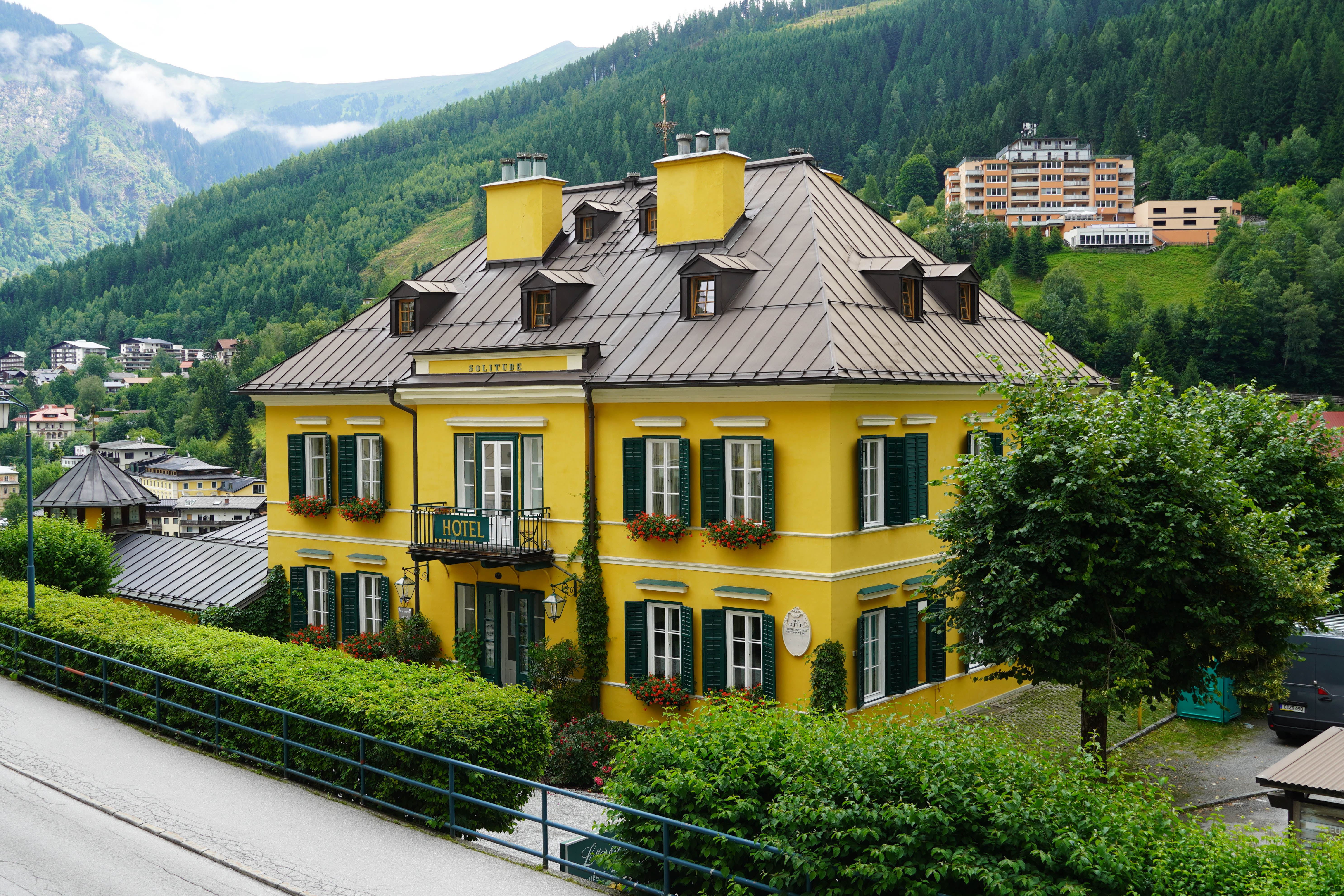
Villa Solitude in Bad Gastein

Die Villa Solitude im Kurort Bad Gastein im Land Salzburg wurde im 19. Jahrhundert errichtet und steht unter Denkmalschutz (Listeneintrag). Sie wird als Hotel betrieben.

## Lage und Beschreibung

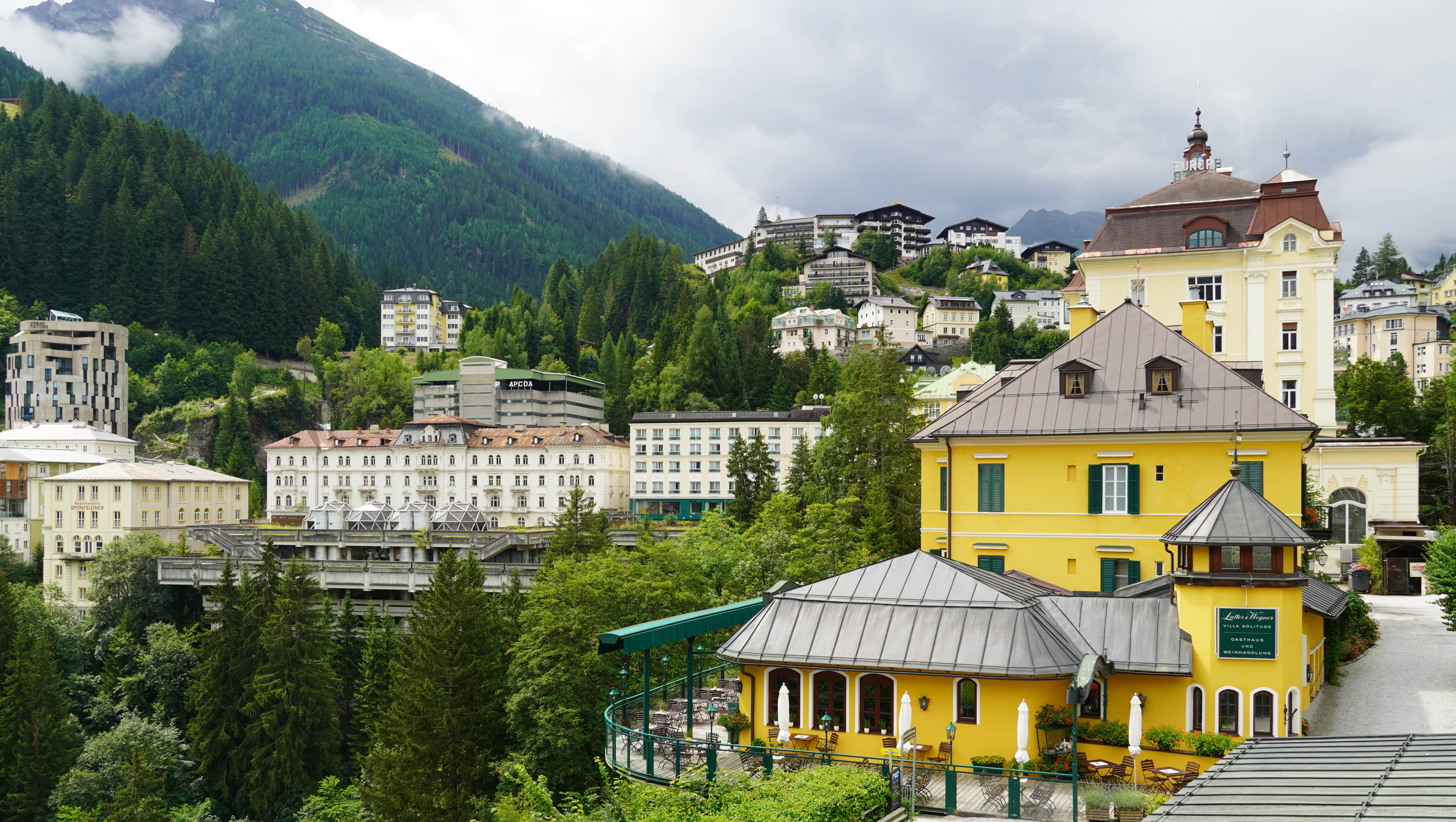
Nordseite der Villa Solitude mit Umgebung

Das Gebäude liegt oberhalb der Gasteiner Ache nordwestlich des Gasteiner Wasserfalls im Ortszentrum von Bad Gastein.
Das zweigeschoßige Gebäude besitzt eine spätbiedermeierliche Fassade.

Innenansichten der Villa Solitude
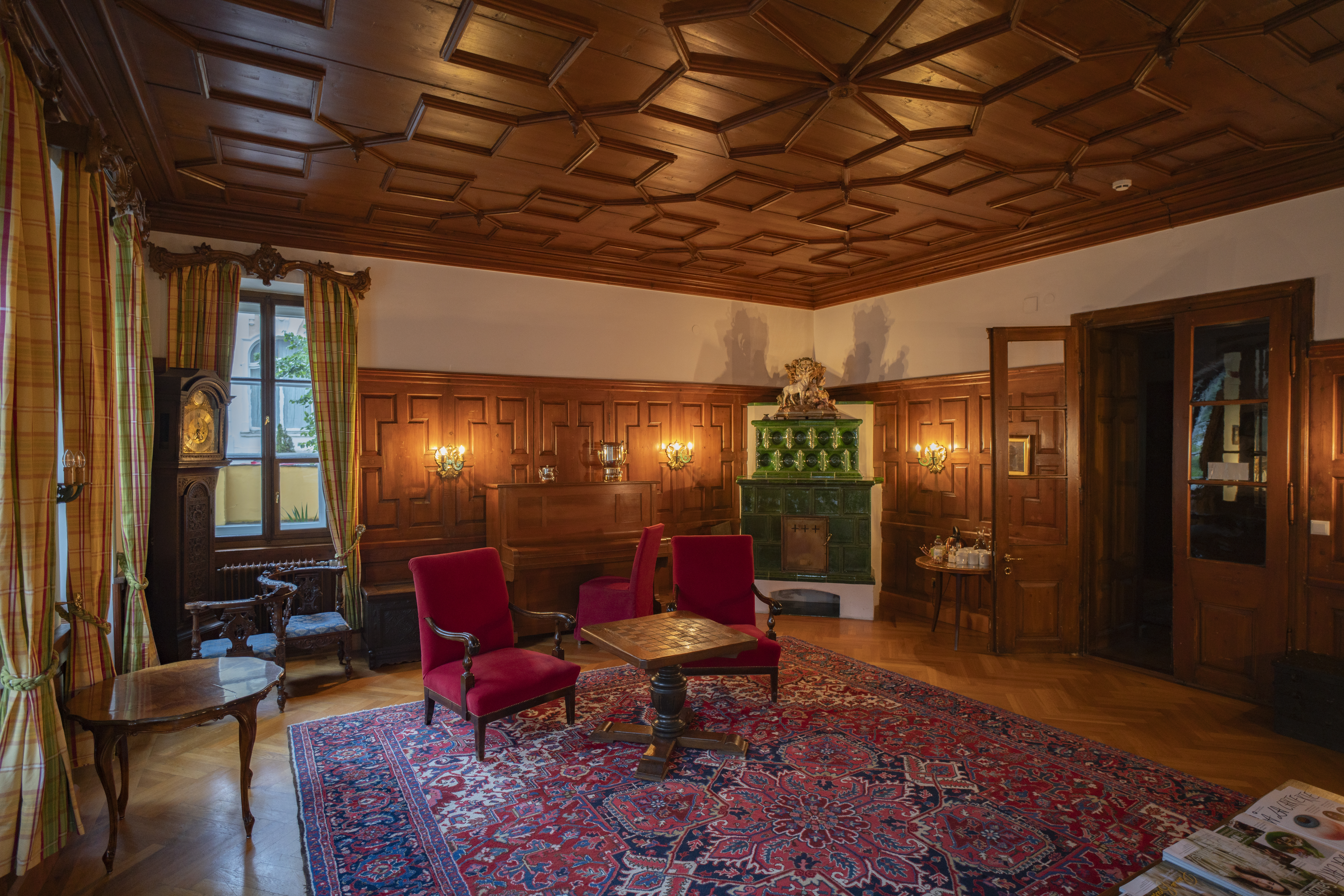
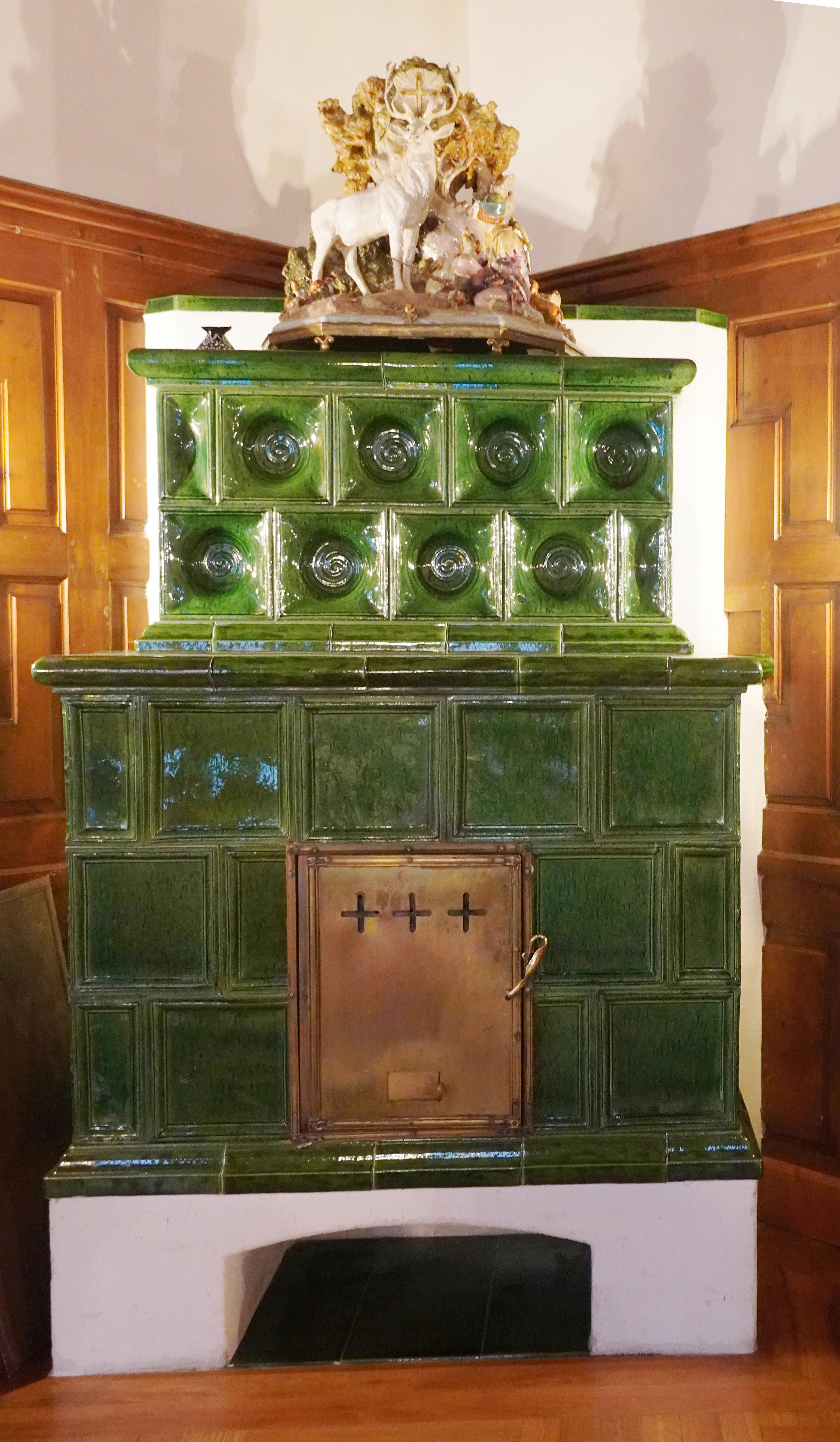
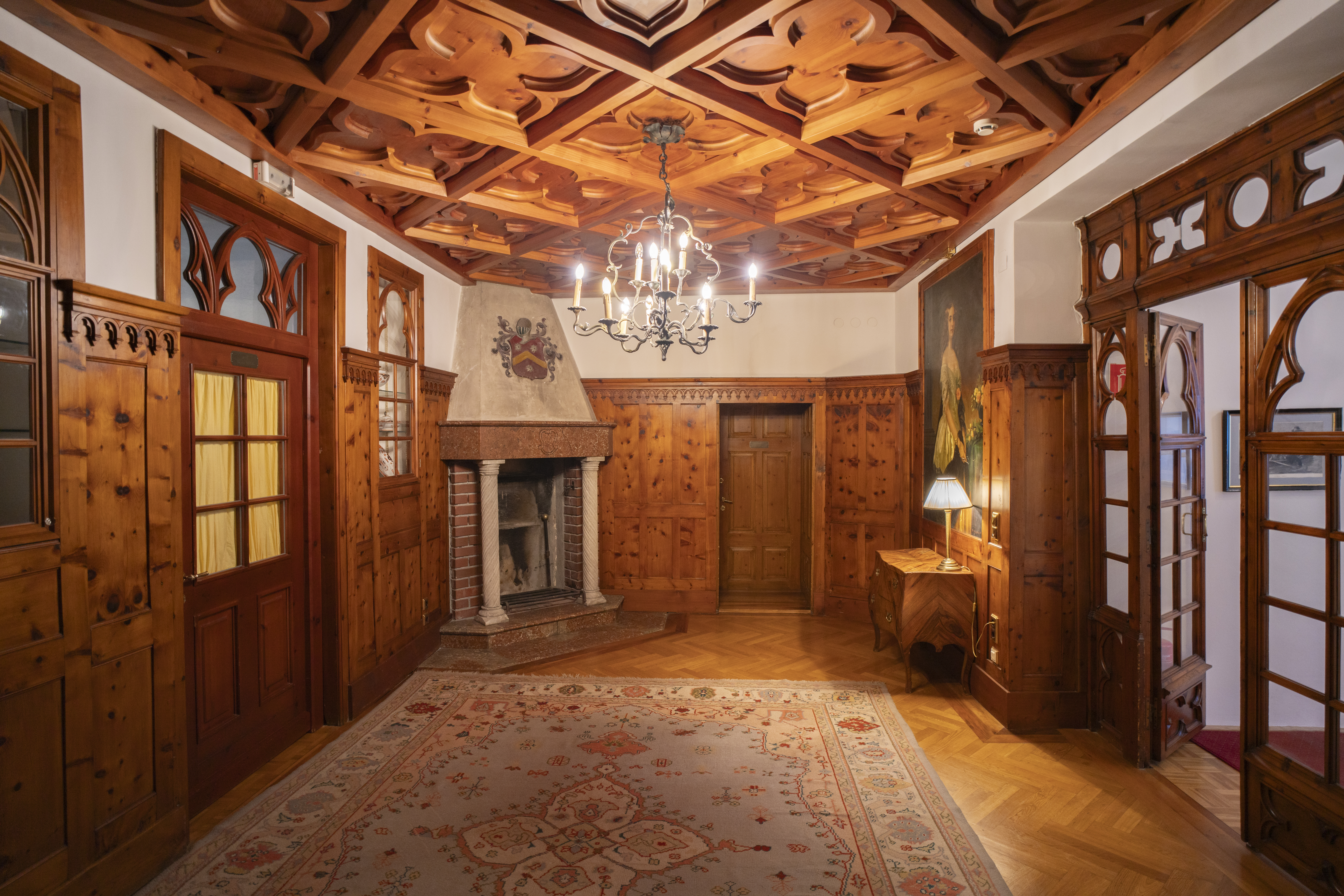
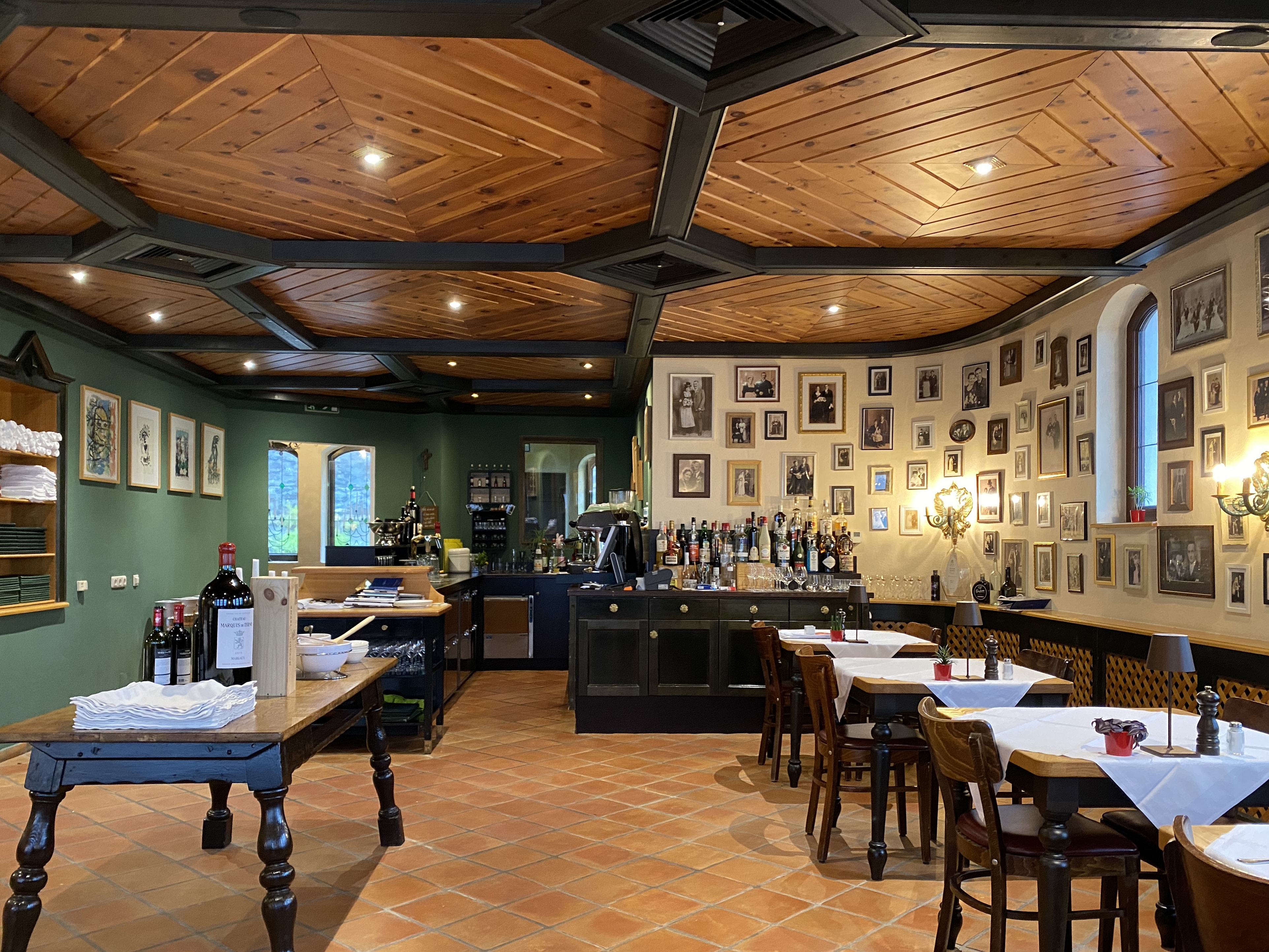
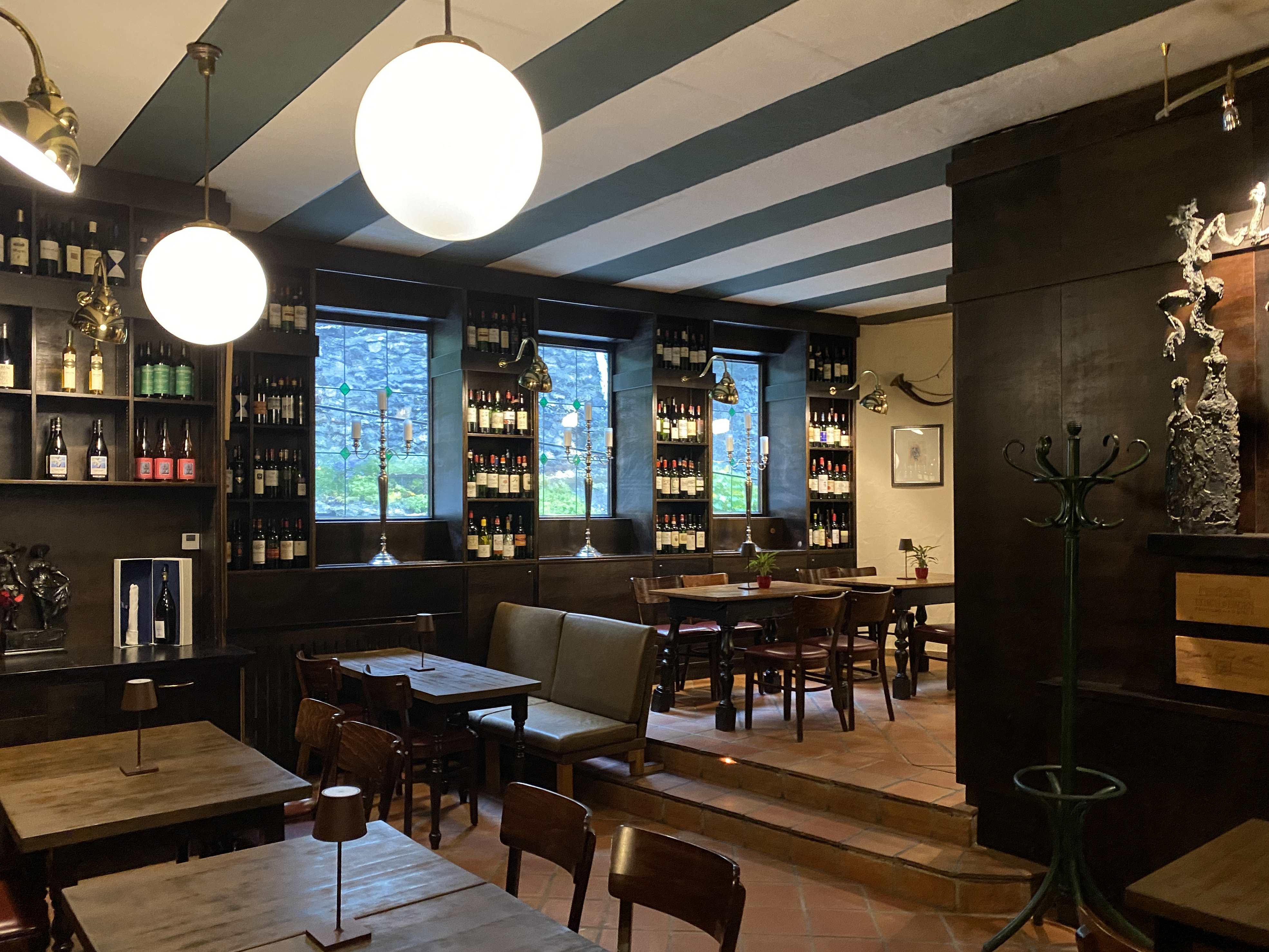

## Geschichte
1838 erwarb Johann Freiherr von Mesnil den Krenitzberg von Peter Straubinger, dem Besitzer des Hotels Straubinger, und erbaute an der Stelle eines ehemaligen Forellenteiches die Villa Solitude. Dort wurde erstmals eine „gehobene Gastronomie“ in Gastein eingerichtet.
Später kaufte Graf Lehndorff, Generaladjudant von Kaiser Wilhelm I., der 20 Mal in Bad Gastein auf Kur war, das noble Gebäude.
Gräfin Lehndorff erlaubte in ihrer Villa Solitude die Abhaltung evangelischer Gottesdienste, bis die Christophoruskirche Bad Gastein 1872 fertiggestellt wurde. Für wohltätige Zwecke wurden hier auch Theaterveranstaltungen durchgeführt. Gräfin Lehndorff vererbte das Gebäude an die Gattin des preußischen Majors Graf Hahn.
Im Jahr 1905 wurde der Bahnhof Bad Gastein an der Tauernbahn eröffnet, womit diese Seite Badgasteins schlagartig aufgewertet wurde. Im Februar 1906 erwarb der Linzer Bahnhofsrestaurateur Viktor Sedlacek die Villa Solitude samt der 1,5 Hektar großen Bauparzelle und ließ darauf von Baumeister Angelo Comini das Grand Hotel de l’Europe errichten, das seither das südliche Nachbargebäude der Villa Solitude ist.
Die Firma Comini errichtete auch einen kleinen Zubau zur Villa Solitude.

## Berühmte Gäste
- König Friedrich August II. von Sachsen war im Sommer 1841 zu Gast in der Villa.[5]
- König Leopold I. von Belgien wohnte als Vicomte d'Ardennes im Jahre 1861 im Solitude.[6]
- An den Theaterabenden waren die Mitglieder der Hofgesellschaft nicht nur Zuseher in der Villa Solitude, sondern sie traten auch als Akteure zu wohltätigen Zwecken auf.[6]